# 1362 Griqua
1362 Griqua este o planetă minoră (asteroid), cu un diametru de 26,936 km, din centura de asteroizi. A fost descoperită pe 31 iulie 1935 la Union Observatory⁠(d) de Cyril Jackson și a fost numită după Griqua people⁠(d). 
Obiectul prezintă o orbită caracterizată de o semiaxă mare de 3,2157347 UAi, o excentricitate de 0,3698158, o înclinație de 24,208 ° în raport cu ecliptica.